# Vriesea fluminensis
Vriesea fluminensis är en gräsväxtart som beskrevs av Edmundo Pereira. Vriesea fluminensis ingår i släktet Vriesea och familjen Bromeliaceae. Inga underarter finns listade i Catalogue of Life.